# 威斯敏斯特学院 (密苏里州)
威斯敏斯特学院（英語：Westminster College），是位于美國密苏里州富尔顿的一所私立学院。它的前身是富尔顿学院，成立于1851年。国家丘吉尔博物馆（原温斯顿丘吉尔纪念馆暨图书馆）是位于校园内的国家历史遗址。